# 電磁波譜

電磁波的波譜與性質。

電磁波譜（英語：electromagnetic spectrum）又称电磁频谱、电磁谱，是電磁輻射的頻率范围（即频谱）以及这些频率它们各自相应的波长和光子能量。一個物體的電磁波譜專指的是這物體所發射或吸收的電磁輻射（又稱電磁波）的特徵頻率分布。
电磁波谱频率从低到高分別列为无线电波、微波、红外线、可见光、紫外线、X射线和伽马射线。可见光只是电磁波谱中一个很小的部分。電磁波譜波長有長到數千公里，也有短到只有原子的一小段。短波長的極限被認為，幾乎等於普朗克長度，長波長的極限被認為，等於整個宇宙的大小，雖然原則上，電磁波譜是無限的，而且連續的。

## 波譜值域

電磁輻射分類：

電磁波通常以頻率、波長或光子能量，這三種物理量之中的任意一種物理量來描述。它們彼此之間的關係，以方程式表達為
{\displaystyle f={\frac {c}{\lambda }}\,\!}、
{\displaystyle f={\frac {E}{h}}\,\!}、
{\displaystyle E={\frac {hc}{\lambda }}\,\!}；
其中，{\displaystyle f\,\!}是頻率，{\displaystyle \lambda \,\!}是波長，{\displaystyle E\,\!}是光子能量，{\displaystyle c\,\!}是真空的光速，{\displaystyle h\,\!}是普朗克常數。
波长与频率成反比，波长越长，频率越低；反之，频率越高，波长越短，其乘积是一个常数即光速{\displaystyle c\,\!}。另外电磁波的能量与频率成正比，係数为普朗克常數{\displaystyle h\,\!}。即频率越高，波长越短，能量越大。
按照波長長短，從長波開始，電磁波可以分類為無線電波、微波、紅外線、可見光、紫外線、X射線和伽馬射線等等。電磁波的物理行為與其波長有關。人類眼睛可以觀測到波長大約在400奈米和700奈米之間的電磁輻射，稱為可見光。在光譜學裏，各種各樣的光譜儀可以偵測到的電磁波波長的值域，比可見光的波長值域還要寬廣很多。普通實驗使用的光譜儀可以測量從2奈米到2500奈米波長的電磁波。使用這種儀器，可以得知物體、氣體或甚至恆星的詳細波譜數據。這是天文物理學的必備儀器。例如，因為超精細分裂（hyperfine splitting），氫原子會發射波長為21.12公分的無線電波。某些星雲會產生頻率大約為或低於30 赫茲的電磁波。對於星雲物理行為的研究，這是很重要的實驗對象。在波譜的另一端，從天文星源發射出來，頻率高過2.9×1027赫茲的電磁波也曾經被偵測到過。

## 簡介
在波譜的不同譜域，電磁輻射與物質相互作用的機制也會大不相同，因此，稱呼這些為不同種類的電磁輻射是情有可原的。同時，電磁輻射是連續不斷地，包括了所有這些不同種類的電磁輻射。所以，電磁波譜指的是電磁波獨一無二的波譜，但是，按照電磁輻射與物質相互作用的不同機制，可以分為很多種類。
| 波譜的譜域       | 與物質相互作用的機制                                                                                   |
| ---------------- | --- |
| 無線電波         | 在大塊物質內，電荷載子的集體振盪。例如，由導體組成的天線，其導體內部的電子的振盪。                     |
| 微波至紅外線     | 電漿振盪（plasma oscillation），分子轉動（molecular rotation）                                                                             |
| 近紅外線         | 分子振動（molecular vibration），電漿振盪（只在金屬裏）                                                                   |
| 可見光           | 分子的電子激發（包括人體視網膜裏的色素分子），電漿振盪（只在金屬裏）                                   |
| 紫外線           | 分子或原子的價電子的激發，包括電子的發射（光電效應）                                                   |
| X射線            | 原子的內層電子的激發與發射，低原子序數的原子的康普頓散射                                               |
| 伽馬射線         | 重元素的內層電子的高能量發射，康普頓散射，原子核的激發（包括原子核的解離）                             |
| 超高能量伽馬射線 | 粒子和其反粒子的成對產生。在超高能量狀況，單獨光子與物質的相互作用，能夠產生高能量的粒子與反粒子射叢。 |

## 電磁輻射種類

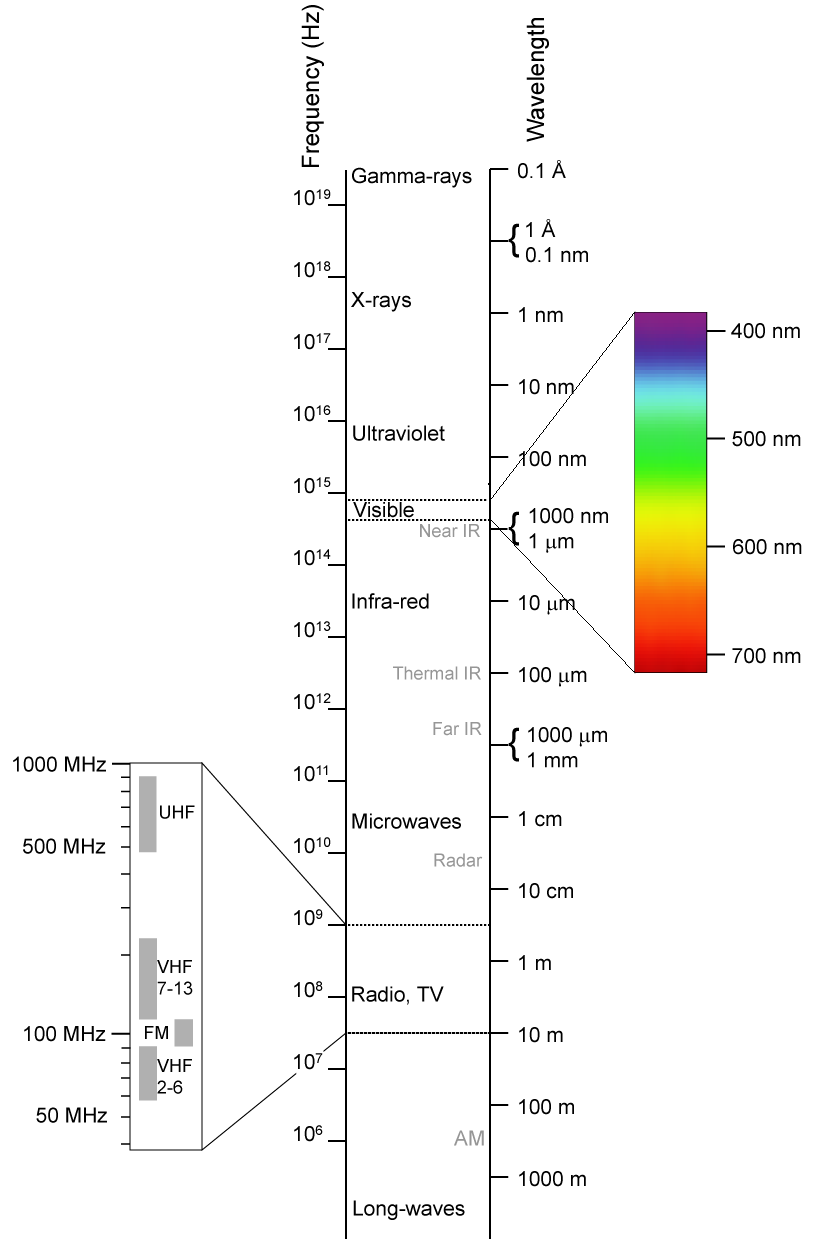
電磁波譜

X射線與伽馬射線之間主要是根據發射源來區分：伽馬射線是由核衰變或其它種核子過程或次核粒子（subnuclear particle）／粒子過程所產生的光子，而X射線則是由原子內部的高能量電子的躍遷所產生的光子。通常而言，核子躍遷的能量遠超過電子躍遷的能量，所以，伽馬射線的能量比X射線的能量大很多。但是，還是可以找到一些例外。依照前述常規，緲子原子（muonic atom）躍遷產生的也是X射線，雖然這X射線能量可能會超過6MeV（0.96pJ）。從另一方面來說，也有很多低能量的核子躍遷（至少已經發現了77種低於10 eV的低能量核子躍遷），例如，釷-229核子躍遷的能量為7.6 eV，雖然這能量比緲子X射線小一百萬倍，由於輻射源是核子，發射的光子仍舊稱為伽馬射線。
電磁輻射的頻率與觀察者的參考系有關（詳盡物理解釋，請參閱多普勒效應）。設定兩個參考系Ａ和Ｂ，相對於參考系Ｂ，參考系Ａ以相對速度{\displaystyle v\,\!}移動。則對於同一電磁波，處於參考系A的觀察者所觀測到的頻率，跟處於參考系B的觀察者所觀測到的頻率必不相同，兩個頻率可能會屬於不同的頻域。例如，形成於宇宙初期，當物質與電磁輻射解耦時的宇宙微波背景輻射，是由氫原子從激發態躍遷至基態所產生的電磁輻射。原本這些電磁輻射屬於來曼系躍遷，是紫外線。可是，由於宇宙學紅移（cosmological red shift），現在，相對於宇宙，緩慢移動的觀察者所觀測到的是微波。但是，對於以相對論性速度移動（接近光速）的粒子而言，處於這相對論性速度粒子的參考系的觀察者，會觀測到這些電磁輻射的藍移。對於擁有最高能量的宇宙線質子而言，處於這質子的參考系的觀察者，會觀測到這些電磁輻射的藍移至高能量伽馬射線，與質子相互作用，產生夸克-反夸克對偶（π介子）。這是GZK極限的由來。

### 無線電波
根據共振原理，無線電波可以由天線發射出去或接收回來，其波長在幾百公尺至一厘米之間。通過調變，可將信息加載於無線電波。因此無線電波可以用來傳遞信息。電視、行動電話、無線網路和業餘無線電，都使用無線電波來傳遞信息。為了便利大眾能夠和諧地共同使用無線電波為傳遞信息的媒介，政府會採取頻率分配（frequency allocation）制度來規劃管理無線電波頻域。
應用振幅調變、頻率調變、相位調變（phase modulation）等等技術，分配到狹窄頻帶的無線電波可以傳遞信息。當電磁輻射遇到電導體時，它會與電導體耦合，沿著電導體傳播，靠著激發處於表面的電子，在電導體表面感應出電流。這效應稱為集膚效應，是天線運作的主要原理。
某些物體的分子會吸收電磁輻射的能量，因而使得物體的熱能增加，造成熱效應。這是微波爐運作的主要原理。

### 微波

地球大氣層對於不同頻率電磁輻射的不透明度圖

微波的波長通常不會超過可以傳播於一般直徑管狀金屬波導的最長長度。電子調速管（klystron）或磁控管（magnetron）可以用來生成微波。每一種電極性分子，會對應著某些特定頻率的微波，使得電極性分子隨著振蕩電場一起旋轉，這機制稱為電介質加熱（dielectric heating）。由於這種機制（不是熱傳導機制），電極性分子會吸收微波的能量。微波爐就是應用這運作原理，通過水分子或脂肪的旋轉，更均勻地將食物加熱，減少等候時間。微波加熱方法所需時間可以減少至一般加熱方法所需時間的1%。
無線網路通信技術Wi-Fi（無線保真技術）使用低強度微波來傳遞信息。使用的強度並不會造成加熱效應。這技術得到全世界廣泛的支持，大多數國家都已經採用了這技術。

#### 太赫兹輻射
太赫兹輻射（terahertz radiation）的頻域在紅外線與微波之間。直到最近，這頻域並不常被研究，發射高頻端太拉赫輻射（波長低於釐米的電磁波）的儀器也不常見。但是，現在已發展出成像和通訊等等應用科技。科學家也開始發展太拉赫輻射科技的軍事用途。高頻率電磁波可能會使敵方軍隊的電子設備失去功能。

### 紅外線
紅外線的頻域在300 GHz (1 mm)至400 THz (750 nm)之間，可以分為三部份：
- 遠紅外線的頻域在300 GHz (1 mm)至30 THz (10 μm)之間。處於不同物態的物質會用不同的機制來吸收遠紅外線：氣態分子通常會以旋轉模機制、液體靠著分子的旋轉運動機制、固體用聲子機制。地球大氣層的水分子會強烈地吸收遠紅外線，使得遠紅外線無法有效地透射過大氣層。但是，波長大約在200微米至幾厘米之間，還是存在有一些狹窄的頻域（頻窗），能夠允許部分遠紅外線透射。利用這特性做天文學研究，可以得到很大的收穫。關於這方面的學術分支稱為次毫米天文學（submillimeter astronomy）。
- 中紅外線的頻域在30 THz (10 μm)至120 THz (2.5 μm)之間。熱物體（黑體輻射源）輻射中紅外線的強度大大強過其它種類的電磁輻射。中紅外線會被分子振動吸收，分子內部的原子會因而增加振動的振幅。對於熱物體而言，這頻域稱為指紋頻域，因為每一種熱物體都有其特徵的吸收譜線。
- 近紅外線的頻域在120 THz (2,500 nm)至400 THz (750 nm)之間。在這頻域內的物理過程類似於可見光頻域的物理過程。

### 可見光

可见光只是电磁波谱中很小的一部分。

可見光是頻率在400 THz (760 nm)至790 THz (380 nm)之間的電磁輻射，可以被人類眼睛偵測感知。可見光的頻域也是太陽和其它類似的恆星所發射的大部份輻射的頻域。這大概不是湊巧，而是生物演化形成的事實。
可見光（和近紅外線）通常會被在分子或原子內部的電子吸收或發射。由於吸收了電磁輻射能量，電子會從低能級躍遷至高能級。由於電子從高能級躍遷至低能級，電子會發射能量等於能級差的電磁輻射。彩虹是一種光學現象。當太陽光入射於大氣層後，被水滴折射與反射，在天空形成了可以辨明為紅色、橙色、黃色、綠色、藍色、靛色和紫色的七彩光譜。
可見光從某一物體反射後，傳播達到眼睛，通過折光系統在視網膜上成像，經視神經傳入到大腦視覺中樞，就可以分辨眼睛所看到的物體的色澤和分辨其亮度。因而可以看清視覺範圍內的發光或反光物體的輪廓，形狀，大小，顏色，遠近和表面細節等情況。
人類視覺器官並不能偵測到其它頻率的電磁輻射。自然輻射源所發射的電磁輻射的頻率分散於整個波譜。只有依賴光學儀器，才能將這些電磁輻射及其所載有的資訊，轉換成人類視覺器官可以偵測到的可見光。
光纖傳輸光波。由於光波在光纖的傳輸損失比電在電線傳導的損耗低得多，促使光纖被用作長距離的信息傳遞工具。光纖的主要生產原料是矽，蘊藏量極大，較易開採，所以價格便宜。隨著光纖的價格進一步降低，光纖也被用於醫療和照明的用途。

### 紫外線

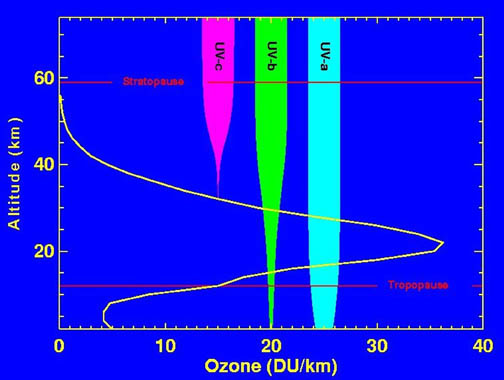
隨著高度，紫外線穿透地球臭氧層的程度。黃色曲線是臭氧層隨著高度的分佈。

由於紫外線的能量很高，能夠破壞化學鍵，使分子不尋常地具有高反應性，或使分子被離子化（參閱光電效應）。例如，日光長時間地照射於皮膚會造成曬傷（sunburn），這是因為紫外線會傷害皮膚細胞。假若，由於紫外線被細胞吸收，使得DNA遭受無法挽回的破壞，則很可能會造成皮膚癌（skin cancer）。紫外線已被證明是一種突變源，會誘導有機體突變。每一天，太陽都會發射大量的紫外線。這會殺掉地表所有的生物，使得地球迅速地變為毫無生命的沙漠。但是，大部分的紫外線都會被大氣層高空的臭氧層吸收，不會抵達地球表面。

### X射線
X射線會使分子被離子化。由於X射線具有更高能量，X射線能夠以康普頓效應與物質相互作用。X射線又分為硬X射線和軟X射線兩種。硬X射線的波長恆短於軟X射線的波長。由於X射線能透過大多數物質，X射線可以用來透視物體。放射線照相術（radiography）用X射線來產生診斷圖像，這可能是X射線技術應用最廣泛的地方。
中子星和環繞著黑洞的吸積盤所發射的電磁輻射多半為X射線。這給與了天文學家很優良的輻射源。
利用電子對X射線的散射作用，X射線晶體學可以獲得晶體中電子密度的分布情況，仔細分析這數據，可以求得原子的位置信息，即晶體結構。

### 伽馬射線
伽馬射線是由保罗·维拉尔於1900年研究鐳元素發射的輻射時發現的。伽馬射線是能量最高的光子，其頻率沒有定義上限。天文學家時常會研究高能量天文體發射的伽馬射線。從測得的數據，可以了解天文體的結構與行為。伽馬射線輻照（irradiation）能夠滅菌，可以用於保持食品和種子的新鮮。在醫學方面，伽馬射線可以用於像正電子發射計算機斷層掃描一類的診斷圖像和癌症的放射線治療。

## 外部連結
- 中華民國（台灣）的無線電波波譜分配圖表
- 香港的無線電波波譜分配圖表 （页面存档备份，存于）
- 日本的無線電波波譜分配圖表 （页面存档备份，存于）
- 美國的無線電波波譜分配圖表 （页面存档备份，存于）—頻域從3 kHz to 300 GHz